# 미셸 로티토
미셸 로티토(Michel Lotito, 1950년 6월 15일 ~ 2007년 6월 25일)는 프랑스의 엔터테이너이다. 소화 불가능한 것을 먹는 쇼로 유명해졌고, 무슈 다 먹어(프랑스어: Monsieur Mangetout, 영어: Mr Eat-All)라는 별명을 얻었다.
그는 금속, 유리, 고무 따위를 먹는 퍼포먼스를 했으며, 자전거, 쇼핑카트, 텔레비전, 세스나 150 경비행기 등을 뜯어먹었다. 세스나 150을 뜯어먹는 데는 1978년부터 1980년까지 약 2년이 걸렸다. 그는 16세 때부터 비정상적인 섭식습관을 가지게 되었으며 이것을 대중 앞에서 공연한 것은 1966년부터이다.
로티토는 이러한 것들을 주워먹고도 자신은 멀쩡하다고 주장했다. 공연을 할 때면 그는 한 번에 약 1 킬로그램의 물건들을 먹었으며, 이때 광물유를 먼저 들이키고, 식사 와중에는 상당량의 물을 마셨다. 그러나 (로티토의 주장에 따르면) 바나나와 완숙 계란 같은 부드러운 음식은 오히려 그를 아프게 했다. 1959년에서 1997년 사이에 로티토는 약 9톤 가량의 금속을 먹어치운 것으로 생각된다.
로티토는 2007년 6월 25일, 57세 생일 열흘 뒤 사망했다. 그러나 금속을 먹음과 연관있지는 않았다.